# 로라 (1981년 영화)
로라(Lola)는 독일(구 서독)에서 제작된 라이너 베르너 파스빈더 감독의 1981년 영화이다. 바바라 수코바 등이 주연으로 출연하였고 홀스트 벤트란트 등이 제작에 참여하였다.

## 출연

### 주연
- 바바라 수코바

### 조연
- 아민 뮬러 스탈
- 마리오 아도프
- 헬가 페데르센
- 카린 발
- 이반 데스니
- 엘리자베스 보크먼
- 하크 봄

## 제작진
- Line PD: 토머스 슈리
- 미술: 롤프 제헷보어
- 의상: 바바라 바움
- 의상: 애곤 스트라서